# Pietro Chiesa
Pour les articles homonymes, voir Chiesa.
Pietro Chiesa, né à Sagno le 26 juillet 1876 et mort le 17 mars 1959 à Turin, est un peintre et graveur italo-suisse. 

## Biographie
Il entre à 15 ans à l'Académie des beaux-arts de Brera à Milan où il étudie jusqu'en 1895. 
Il participe à l'exposition universelle de 1900 à Paris où une de ses toiles, exposée à la section suisse, est primée et achetée par la Confédération. L'année suivante il présente la toile impressionniste Le Printemps à l'Exposition de Venise puis en 1903 la Fête du village au Musée des beaux-arts de Genève et en 1909, le triptyque Thaïs qui reçoit une médaille d'or à Munich et devient propriété du Musée national de Buenos Aires. 
Il prit part ensuite à de nombreuses expositions en Suisse ainsi qu'aux expositions internationales de Venise, Rome et de Paris avec d'importants succès à l'exposition de Genève en 1919 et de Milan en 1924. 

## Œuvres
Parmi les nombreuses compositions qu'il produisit : 
- L'Annonciation (1911)
- La Maternité (Galerie nationale de Rome, 1912)
- La Mère et l'Enfant (Zurich, 1912, propriété privée)
- Matinée de mai (Galerie municipale de Milan, 1913)
- Horizon lointain (Musée de Lausanne, 1913)
- Les Saisons (Milan, 1913, propriété privée)
- Portrait de l'auteur (Neuchâtel, 1916, propriété privée)
- Fécondité (Musée de Neuchâtel, 1922)
- L'Annonciation (Bâle, 1922, propriété privée)

Un grand nombre de ses portraits d'enfants a été acquis par la fondation Gottfried Keller dans les années 1920-1930.